# Ahimsa
Ahimsa (sanskrt: अहिंसा ahiṁsā - nenasilnost) tradicijsko je etičko načelo indijske filozofije koje zabranjuje povrjeđivanje živih bića i podrazumijeva odricanje od nasilja u bilo kojem obliku (mentalnom, fizičkom, verbalnom i sl.). Po pravilu, uključuje pacifizam i vegetarijanstvo.
Ahimsa je vrlo važna za hinduizam, budizam i džainizam. Zahvaljujući Gandijevom djelovanju u 20. stoljeću, načelo ahimse postalo je poznato diljem svijeta.

## Etimologija
Glagolski korijen iz kojeg je izvedena ahimsa je hims, za koji se obično smatra da potječe od han — udariti, povrijediti, ubiti.A označava odričan prefiks, u ovom slučaju nemanje želje ili namjere za ubijanjem, ozljeđivanjem i uništavanjem.

## Vanjske poveznice

### Sestrinski projekti
|  | Zajednički poslužitelj ima još gradiva o temi Ahimsa |